# Belbodamaeus marginatus
Belbodamaeus marginatus är en kvalsterart som beskrevs av Kulijev 1967. Belbodamaeus marginatus ingår i släktet Belbodamaeus och familjen Damaeidae. Inga underarter finns listade.